# باب بغداد

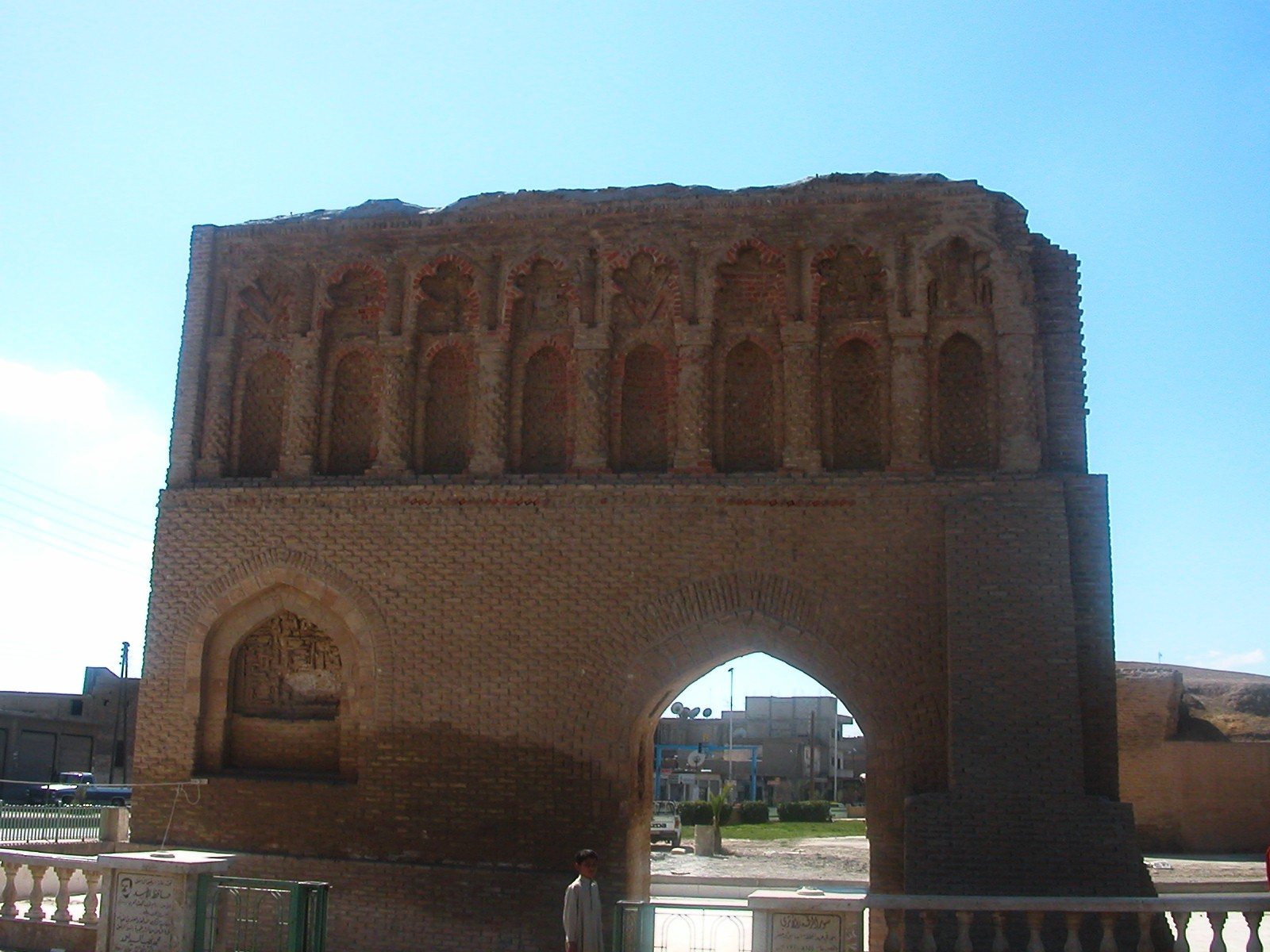
باب بغداد في الرقة

باب بغداد في مدينة الرقة (سوريا)، وهو من آثار الرقة ويقع في الزاوية الجنوبية الشرقية على السور الخارجي للمدينة.

## مواصفاته
عرض الواجهة 7.57م بارتفاع 5.20م محاذيًا لبرج متصل بالسور، وفتحة الباب بارتفاع 2.5م يعلوها قنطرة ذات قوس مكسور. وعلى جانبي الباب حنيتان زخرفيتان ويعلو هذه الواجهة، أفريز عريض مؤلف من صفين من الحنيات السفلى تتلوها أقواس نصف دائرية والحنيات السفلى تعلوها أقواس مفصصة ثلاثية، ويحيط بالأفريز إطار بارز. وينفتح الباب من الداخل إلى دركاه ضمن صيوان بعمق متر كانت تعلوه قبة.

## تاريخ
حاول العالم الأثري الألماني أرنست هرز فيلد دراسة حقيقة "باب بغداد" في مدينة الرقة، ورجح أنه يعود إلى عهد هارون الرشيد الذي نقل مركز حكمه إلى الرقة عام 796. لكن العالم البريطاني كريزول أشار إلى أن البوابة تعود إلى فترة المنصور في عام 772، وأوضح أن الطبري ذكر أن "الرافقة" بُنيت على غرار بغداد من حيث البوابات والشوارع والفصائل.
درس كريزول واجهة "باب بغداد" وتصور أنه كان برجًا مستطيلًا قائم الزاوية مع مدخل مقنطر، ويتميز بمئذنة كبيرة على شكل حذوة الفرس تحتوي على أربعة صلبان معقوفة. كما وصف الواجهة العلوية التي تحتوي على ثماني حنيات مقنطرة قائمة على أعمدة نصف دائرة، مشيرًا إلى أن بعض الحنيات في الجانب الشمالي قد فقدت.
أما الباحث البريطاني جون وارن فقد اقترب من تحديد تاريخ بناء الباب في عام 1978، معتمدًا على تطور الأقواس الرباعية، وأشار إلى أنه بُني بعد القرن الحادي عشر الميلادي. وأشار إلى أن تسمية "باب بغداد" قد تكون ناتجة عن خطأ من قبل سكان الرقة الجدد الذين استقروا حول المخفر العثماني في 1865، وهو ما أكده الرحالة إدوارد شاو في 1873 عندما زار المدينة ولم يجد سوى بيوت الشعر السوداء داخل الأسوار القديمة.